# Dolichosaccus trypherus
Espèce
Dolichosaccus trypherus est une espèce de trématodes de la famille des Telorchiidae.

## Description
Dans sa publication de 1912, Johnston indique que cette espèce de vers mesure environ 3 mm de longueur pour 1 mm de large.

## Hôtes
Cette espèce parasite les grenouilles Dryopsophus aureus, Dryopsophus moorei, Limnodynastes dorsalis, L. peronii et L. tasmaniensis,.

## Systématique
Le nom valide complet (avec auteur) de ce taxon est Dolichosaccus trypherus Johnston (d), 1912,. Il s'agit de l'espèce type du genre Dolichosaccus.

### Étymologie
Son épithète spécifique, trypherus, dérive du grec ancien τρυφερός (trypherós), « délicat ».   

### Publication originale
- (en) Stephen Jason Johnston, « On some trematode parasites of Australian frogs », Proceedings of the Linnean Society of New South Wales, vol. 37,‎ 1912, p. 285-362 (DOI 10.5962/bhl.part.22348, lire en ligne)